# Comuna de Czerwonka
Czerwonka (polaco: Gmina Czerwonka) é uma gminy (comuna) na Polónia, na voivodia de Mazóvia e no condado de Makowski. A sede do condado é a cidade de 1999.
De acordo com os censos de 2004, a comuna tem 2630 habitantes, com uma densidade 23,8 hab/km².

## Área
Estende-se por uma área de 110,59 km², incluindo:
- área agricola: 55%
- área florestal: 42%

## Demografia
Dados de 30 de Junho 2004:
|                      | Total   | Total | Mulheres | Mulheres | Homens  | Homens |
| -------------------- | ------- | ----- | -------- | -------- | ------- | ------ |
|                      | pessoas | %     | pessoas  | %        | pessoas | %      |
| População            | 2630    | 100   | 1281     | 48,7     | 1349    | 51,3   |
| Densidade (pop./km²) | 23,8    | 100   | 11,6     | 11,6     | 12,2    | 12,2   |

De acordo com dados de 2002, o rendimento médio per capita ascendia a 1754,01 zł.

## Comunas vizinhas
- Karniewo, Maków Mazowiecki, Młynarze, Płoniawy-Bramura, Różan, Rzewnie, Sypniewo, Szelków